# Олейруш
Оле́йруш (порт. Oleiros; МФА: [o.ˈɫɐj.ɾuʃ], «Гончари») — муніципалітет і містечко в Португалії, в окрузі Каштелу-Бранку. Розташований у центрально-північній частині країни, на теренах історичної португальської провінції Бейра. Належить до Порталегрівсько-Каштелу-Бранківської діоцезії Католицької церкви в Португалії. Права міського самоврядування має з 1233 року. Поділяється на 10 парафій. За адміністративним поділом, чинним до 1976 року, був складовою провінції Нижня Бейра. Площа муніципалітету — 464,67 км², населення муніципалітету — 5205 ос. (2016); густота населення — 11,2 осіб/км²
. Патрон — Діва Марія. Святковий день муніципалітету — понеділок після 2-ї неділі серпня. Поштовий індекс — 6160.  Код місцевої адміністративної одиниці — 0506. Складова статистичного регіону Центр.

## Географія
Олейруш розташований в центрі Португалії, на заході округу Каштелу-Бранку.
Олейруш межує на півночі з муніципалітетом Фундан, на сході — з муніципалітетом Каштелу-Бранку, на півдні — з муніципалітетом Пруенса-а-Нова, на південному заході — з муніципалітетом Сертан, на північному заході — з муніципалітетом Пампільоза-да-Серра.

## Історія
Поселення Олейруш вперше згадується в джерелах 1194 року як дарунок Ордену святого Іоанна від португальського короля Саншу І.
1233 року португальський король Саншу II надав Олейрушу форал, яким визнав за поселенням статус містечка та муніципальні самоврядні права. 1513 року ці права поновив король Мануел I, який перетворив Олейруш на окрему округу.
2 лютого 1811 року Олейруш захопили і спустошили французькі війська під час Піренейської війни.
1834 року територія містечка значно розрослася завдяки адміністративним реформам після Ліберальної революції в Португалії. Муніципалітет Олейруш було утворено 1869 року.

## Населення
| Кількість мешканців | Кількість мешканців | Кількість мешканців | Кількість мешканців | Кількість мешканців | Кількість мешканців | Кількість мешканців | Кількість мешканців | Кількість мешканців | Кількість мешканців | Кількість мешканців | Кількість мешканців | Кількість мешканців | Кількість мешканців | Кількість мешканців |
| ------------------- | ------------------- | ------------------- | ------------------- | ------------------- | ------------------- | ------------------- | ------------------- | ------------------- | ------------------- | ------------------- | ------------------- | ------------------- | ------------------- | ------------------- |
| 1864                | 1878                | 1890                | 1900                | 1911                | 1920                | 1930                | 1940                | 1950                | 1960                | 1970                | 1981                | 1991                | 2001                | 2011                |
| 9 091               | 9 629               | 10 476              | 11 203              | 12 060              | 11 977              | 11 891              | 14 020              | 15 137              | 15 553              | 13 110              | 10 183              | 7 767               | 6 677               | 5 721               |

## Парафії
- Алвару
- Амієйра
- Вілар-Барроку
- Ештрейту
- Ішна
- Камбаш
- Мадейран
- Моштейру
- Олейруш
- Орвалю
- Сарнадаш-де-Сан-Сіман
- Собрал